# トゥベレ・ブンガコト
トゥベレ・ブンガコト（Tuvere Vugakoto、1987年12月29日 - ）は、メジャーリーグラグビー、ユタ・ウォリアーズに所属するラグビー選手。

## プロフィール
- フィジー・ダヴィケテ出身[1]。
- ポジションはフッカー(HO)。
- 身長 183cm、体重 109kg
- ニックネームはTuvere。
- フィジー代表キャップは6（2021年2月現在）でワールドカップ2019のフィジー代表に選ばれた[2]。

## 略歴
フィジアン・ドゥルア、フィジアン・ラツィイを経て、2020年、ユタ・ウォリアーズに加入。